# Тяньчжоу-5
«Тяньчжоу-5» (кит. трад. 天舟五号, пиньинь Tiānzhōu wuhào, палл. Тяньчжоу ухао, буквально: «Небесный корабль №5») — пятый китайский грузовой космический корабль серии «Тяньчжоу» и четвёртый грузовой корабль снабжения многомодульной орбитальной станции «Тяньгун».
Запущен и пристыковался к кормовому стыковочному узлу базового модуля Тяньхэ станции 12 ноября 2022 года с запасом топлива для поддержания орбиты станции и с материалами для снабжения экипажа пилотируемого корабля «Шэньчжоу-15», прибывшего на станцию чуть позже, в декабре 2022 года.
9 ноября 2022 года, освобождая стыковочный узел для «Тяньчжоу-5», от станции отстыковался «Тяньчжоу-4». Ранее грузовые корабли этой серии успевали полетать на станции «вместе» («Тяньчжоу-2» с «Тяньчжоу-3», а «Тяньчжоу-3» с «Тяньчжоу-4»), но после пристыковки к станции 24 июля третьего модуля «Вэньтянь» у неё осталось только три стыковочных узла для кораблей, поэтому при первой «пересменке на орбите» в декабре 2022 года пилотируемых кораблей («Шэньчжоу-14» и «Шэньчжоу-15») свободных узлов для двух грузовых кораблей уже не хватало.
«Тяньчжоу-5» установил мировой рекорд времени полёта к станции: 127 минут. Предыдущие рекорды принадлежали России, которая также готовилась к одновитковой схеме в полёте к МКС грузового корабля «Прогресс МС-21» двумя неделями ранее, но всё же отправила его по двухсуточной схеме.
Его запуск стал пятым из шести запусков космических кораблей, запланированных Китаем на 2022 год для завершения основного этапа строительства станции.
11 сентября 2023 года «Тяньчжоу-5» отстыковался от станции для завершения работы, 12 сентября 2023 года сошёл с орбиты и сгорел в плотных слоях атмосферы.